# Корнумутілія
Сарниця (Cornumutila Letzner, 1843 = Letzneria) — рід жуків з родини Скрипунових. 
В Україні поширений один вид:
- Сарниця чотирисмуга (Cornumutila quadrivittata Gebler, 1830)